# Life in a Beautiful Light
Life in a Beautiful Light es el tercer álbum de la cantautora Amy Macdonald, publicado el 11 de junio de 2012. El primer sencillo es "It Slow Down" y fue lanzado el 20 de abril de 2012.

## Antecedentes
Macdonald comenzó a escribir después de tener un año de descanso, después de terminar la gira A Curious Thing. Macdonald no tenía tiempo para escribir canciones en su segundo álbum mientras estaba de gira con This is the Life. Sin embargo, Macdonald dice que ella siente que la vida en una hermosa luz que se siente como un proceso más natural. Dos canciones se iniciaron antes de las vacaciones de Macdonald. "In The End" fue escrita para cuestionar sobre ella misma, en si ser músico era una ocupación que vale la pena.

## Recepción

### Recepción crítica
El álbum hasta ahora ha reunido críticas positivas, obteniendo una puntuación colectivo de 5,1 sobre 10. La próxima describió el álbum como un regreso "fuerte de Macdonald, entretejiendo su voz distintiva con salpicaduras de platillos y burbujeante electrónica, pero aún intermitentemente coqueteando con folk. Mike Diver de la BBC dijo: "Escuchar este tercer álbum, grabado después de Macdonald tomará un año de descanso para recargar las baterías agotadas durante la gira de 2010 es una cosa curiosa, es fácil saber por qué el estatus de superestrella se le escapaba ella es demasiado clara para destacar en él. No puede proporcionar el aspecto más llamativo de su voz es, simplemente, que hay un acento de allí.

## Sencillos
- " Slow It Down"[1] fue lanzado como el primer sencillo del álbum el 20 de abril de 2012. La canción ha tenido un éxito modesto en Europa.
- " Pride"[2] fue lanzado como el segundo sencillo del álbum el 13 de agosto de 2012.

## Listado de canciones
Todas las canciones escritas por Amy Macdonald

### Edición estándar
1. 4th of July 3:48
2. Pride 3:22
3. Slow It Down 3:52
4. The Furthest Star 3:29
5. The Game 4:24
6. Across the Nile 3:19
7. The Days of Being Young and Free 4:09
8. Left That Body Long Ago 4:49
9. Life in a Beautiful Light 4:35
10. Human Spirit 2:06
11. The Green and the Blue 3:53
12. In the End / Two Worlds
13. Hidden track 8:05

### Edición de lujo
Una Caja que contenga:
- CD
- Bonus CD: Una selección de versiones acústicas y temas instrumentales
- DVD con versiones acústicas en vivo
- 2 ilustraciones numeradas.
- Partitura de 'Slow It Down'